# Bolsward
Bolsward (Boalsert en frisó) és un antic municipi de la província de Frísia, al nord dels Països Baixos. L'1 de gener de 2009 tenia 9.889 habitants repartits per una superfície de 9,42 km² (dels quals 0,31 km² corresponen a aigua). Limita a l'oest amb Wûnseradiel i a l'est amb Wymbritseradiel.

## Història
La ciutat es basa en tres turons artificials d'habitatge, dels quals el primer va ser construït algun temps abans de Crist. Durant l'edat mitjana Bolsward era una ciutat comercial amb un port connectat amb el Mar del Nord, però aquesta connexió es va perdre quan part del terreny el va guanyar el mar. Com a ciutat comercial, va rebre carta de ciutat el 1455 i fou membre de la Lliga Hanseàtica.
El 2011, es va fusionar amb Wymbritseradiel, Nijefurd, Sneek i Wûnseradiel per formar Súdwest-Fryslân.

## Personatges il·lustres
- Gysbert Japicx, escriptor frisó
- Titus Brandsma, màrtir i beat catòlic
- Jan Cornelis Piter Salverda, escriptor frisó

## Administració
El consistori, després de les eleccions municipals de 2007, estava dirigit per Willemien Vroegindeweij. El consistori municipal constava de 13 membres, compost per:
- Crida Demòcrata Cristiana, (CDA) 5 escons
- Partit del Treball, (PvdA) 4 escons
- Bolswards Belang, 1 escó
- GroenLinks, 1 escó
- Gemeentebelangen Bolsward, 1 escó
- Partit Popular per la Llibertat i la Democràcia, (VVD) 1 escó